# Hubert ohne Staller
Hubert ohne Staller (unter diesem Titel seit 2019; davor von 2011 bis 2015 Heiter bis tödlich: Hubert und Staller und von 2016 bis 2018 Hubert und Staller) ist eine deutsche Krimiserie mit humoristischen und satirischen Elementen, die seit November 2011 im Ersten, vom BR (Deutschland) sowie von ATV (Österreich) und ServusTV ausgestrahlt wird.
Seit dem Ausstieg der durch Helmfried von Lüttichau verkörperten Hauptfigur Johannes Staller läuft die Serie unter dem Titel Hubert ohne Staller.

## Inhalt

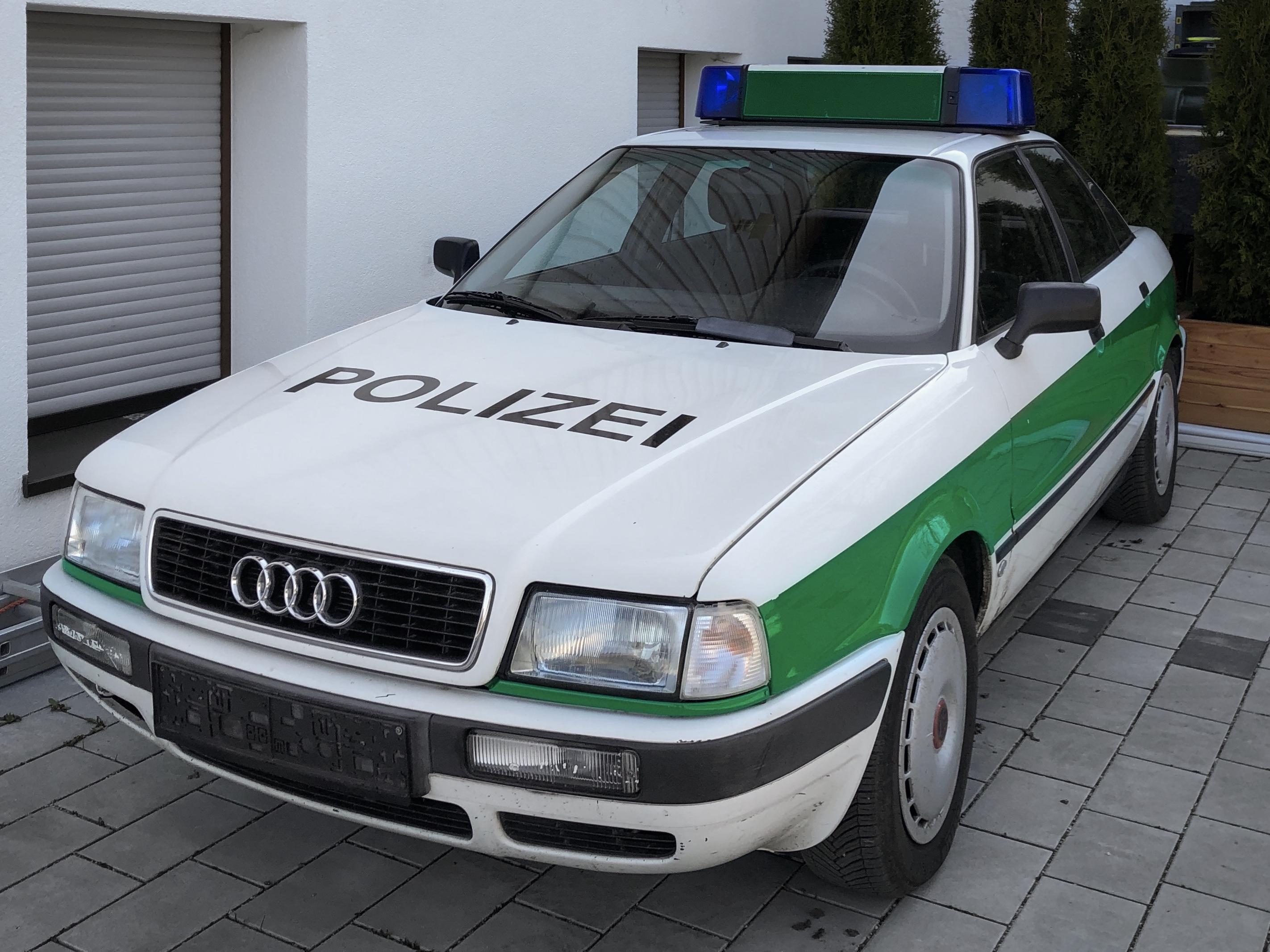
Wagen 3: ein Audi 80 B4

Im Mittelpunkt der Serie steht das kleine Polizeirevier im oberbayerischen Wolfratshausen. Dessen Angehörige geraten in der Stadt und deren ländlichem Umfeld regelmäßig in Kriminalfälle (meist Tötungsdelikte) hinein, die ihre Kompetenzen eigentlich weit übersteigen. Dennoch gelingt es ihnen, den Tätern auf die Schliche zu kommen, wobei die kreativ geplanten und nicht immer ganz den Vorschriften entsprechenden Ermittlungen häufig auch von Pannen begleitet werden. Das Revier verfügt nur über einen einzigen, älteren Streifenwagen vom Typ Audi 80 B4 mit dem Rufzeichen Wagen 3.

### Staffel 1 bis Staffel 7:Hubert und Staller
Bis einschließlich der 7. Staffel bilden die beiden Polizeiobermeister Franz Hubert und Johannes Staller das zentrale Ermittlerduo der Serie. Die beiden charakterlich grundverschiedenen Bayern, die eine lange Kollegialität freundschaftlich verbindet, unterstehen dabei dem cholerischen Polizeirat Reimund Girwidz, einem „Preißn“ aus dem Ruhrgebiet. Huberts eher zynische und direkte Art trifft bei den Ermittlungen auf Stallers Begeisterungsfähigkeit und Emotionalität, was in Kombination dann zum Erfolg führt.

### Staffel 8 bis heute:Hubert ohne Staller
Mit dem Übergang zur 8. Staffel ändert sich die Zusammensetzung der Revier-Belegschaft wesentlich: Nach einer missglückten Undercover-Aktion wird Girwidz als Dienststellenleiter abgelöst und zum Polizeiobermeister degradiert. Gleichzeitig verlässt Staller seine bayerische Heimat, um in Rom mit seiner Freundin ein neues Leben zu beginnen. Seitdem ermittelt Girwidz auf Augenhöhe zusammen mit Hubert, wobei sich die beiden zwar als Zweckgemeinschaft bei den Ermittlungen gut ergänzen, aber persönlich nur gelegentlich einen echten Draht zueinander finden. Die Revierleitung übernimmt Polizeirätin Sabine Kaiser, wobei Girwidz nie ganz das Ziel aus den Augen verliert, einmal wieder selbst die Chefstelle einzunehmen.

## Hauptfiguren

### Aktuelle Hauptfiguren

#### Franz Hubert
Polizeiobermeister Franz „Hubsi“ Hubert (Christian Tramitz) ist ein erfahrener Polizist und strategisch denkender Ermittler, der aufgrund verschiedener privater und dienstlicher Enttäuschungen eine gewisse Härte sich selbst und anderen gegenüber entwickelt hat – hinter dieser rauen Schale steckt aber durchaus auch ein weicher Kern, den er sehr selten und nur gegenüber Personen zeigt, denen er vertraut. Dazu zählen insbesondere sein Streifenpartner und Freund Johannes Staller, aber auch seine Ex-Frau, die Gerichtsmedizinerin Anja Licht. Entsprechend verfügt Hubert über einen sehr trockenen, meist bissigen Humor und eine überzeugende Schlagfertigkeit. Zudem lässt er sich nur ungern in seine Arbeit hineinreden und ignoriert meist auch die Anweisungen von Vorgesetzten. Trotzdem beachtet er bei der Ermittlungsarbeit durchaus die rechtlichen und formalen Grenzen und zeigt sich oft als geschickter Vernehmungsführer. Hubert lebt seit der Trennung von Anja Licht allein und zeigt sich gelegentlich vorkommenden weiblichen Annäherungsversuchen gegenüber abweisend. Eine Art Running Gag der Serie ist, dass Hubert häufig und ohne weitere Erklärung besondere Talente besitzt, die im Zusammenhang mit den Ermittlungen stehen, so entpuppt er sich beispielsweise als geübter Geigenspieler, Reiter oder Tennisspieler.

#### Reimund Girwidz
Der cholerische Polizeirat Reimund Girwidz (Michael Brandner) war bis Staffel 7 der Vorgesetzte von Hubert und Staller. Zu Beginn der Fernsehserie wird er aus Dortmund auf das Revier versetzt. Er ist vor allem um sein Ansehen innerhalb des Ortes besorgt, delegiert Aufgaben meist an seine Untergebenen und ist nur ungern bereit, selbst Verantwortung zu übernehmen. Girwidz legt einen sehr autoritären Führungsstil an den Tag, hält sich aber gleichzeitig für einen teamfähigen und besonders kompetenten Vorgesetzten – obwohl er regelmäßig mit der Ermittlungsarbeit im Revier überfordert ist. Ohne es zuzugeben, erkennt er die Ermittlungserfolge von Hubert und Staller durchaus an und ist daher bereit, gewisse Übertretungen der beiden zu decken; schon allein aus dem Grund, dass er selbst versucht, größeren Anstrengungen im Dienstalltag möglichst aus dem Weg zu gehen. Girwidz ist stets bemüht, einen möglichst engen Draht zur gesellschaftlichen und politischen Elite von Wolfratshausen zu knüpfen, worin er aber nur mäßig erfolgreich ist. Immer wieder lässt er durchblicken, dass er eine Karriere als Lokalpolitiker seinem Posten bei der Polizei vorziehen würde. Girwidz ist bis zum Ende der 7. Staffel wenig glücklich verheiratet; seine aufmüpfige Tochter Johanna macht ihm zudem immer wieder Schwierigkeiten. Aufgrund einer völlig entgleisten Undercover-Aktion, bei der Girwidz stark alkoholisiert am Steuer erwischt wird, wird er beim Übergang von der 7. zur 8. Staffel zum Polizeiobermeister degradiert und damit Hubert gleichgestellt. Aufgrund des damit verbundenen Gehalts- und Prestigeverlustes verlässt ihn seine Frau; er selbst leidet seitdem immer wieder daran, sich bestimmte Dinge nun nicht mehr leisten zu können. Hubert und er finden nach anfänglichen Schwierigkeiten als Ermittlerduo recht gut zusammen.

#### Martin Riedl
Polizeimeister Martin Riedl (Paul Sedlmeir), der im Team von allen „Riedl“ gerufen wird, ist das dienstjüngste männliche Mitglied des Wolfratshausener Reviers. Riedl passieren immer wieder Missgeschicke, die häufig auf seiner fast kindlich-naiven Denkweise und seinem fehlenden Selbstbewusstsein basieren. Gleichzeitig verhält er sich insbesondere seinem Vorgesetzten Girwidz gegenüber sehr unterwürfig, weswegen er von diesem immer wieder für anstrengende und minderwertige Tätigkeiten herangezogen wird. Auch Hubert und Staller nehmen Riedl nicht für voll und verwehren ihm immer wieder die gleichberechtigte Mitarbeit an ihren Ermittlungen, obwohl er durchaus Engagement zeigt und sich in Einsätzen profilieren möchte. Auch auf die Mitfahrt im einzigen Streifenwagen muss Riedl meist verzichten und ist daher oft mit dem Dienstfahrrad des Reviers unterwegs. Trotz all der Steine, die ihm im Dienst in den Weg gelegt werden, ist Riedl aber ein gutmütiger und motivierter Charakter. In den späteren Staffeln gewinnt Riedl allmählich etwas an Format; er beginnt, eigenständig kleinere Fälle zu bearbeiten und entwickelt ein etwas stärkeres Selbstbewusstsein. Zu seiner Kollegin Lena Winter fühlt er sich stark hingezogen und ist besonders enttäuscht, als diese das Revier verlässt.

#### Sabine Kaiser
Zu Beginn der 8. Staffel übernimmt Polizeirätin Sabine Kaiser (Katharina Müller-Elmau) die Leitung des Wolfratshausener Reviers. Sie ist eine energische und durchsetzungsfähige Vorgesetzte, die jedoch trotzdem an den eingespielten Strukturen ihres Ermittlerteams an ihre Grenzen stößt. Immer wieder wird auch deutlich, dass sie selbst kleinere Schwächen hat, die sie dazu bringen, insbesondere gegenüber Hubert und Girwidz bei Regelverstößen nachsichtig zu agieren. Girwidz sieht ihre Anwesenheit regelmäßig als vorläufig an und unternimmt wiederholt Schritte, die ihn selbst zurück an die Spitze des Reviers bringen sollen. Auch damit geht Kaiser mit Ruhe und Selbstbewusstsein um.

#### Yazid

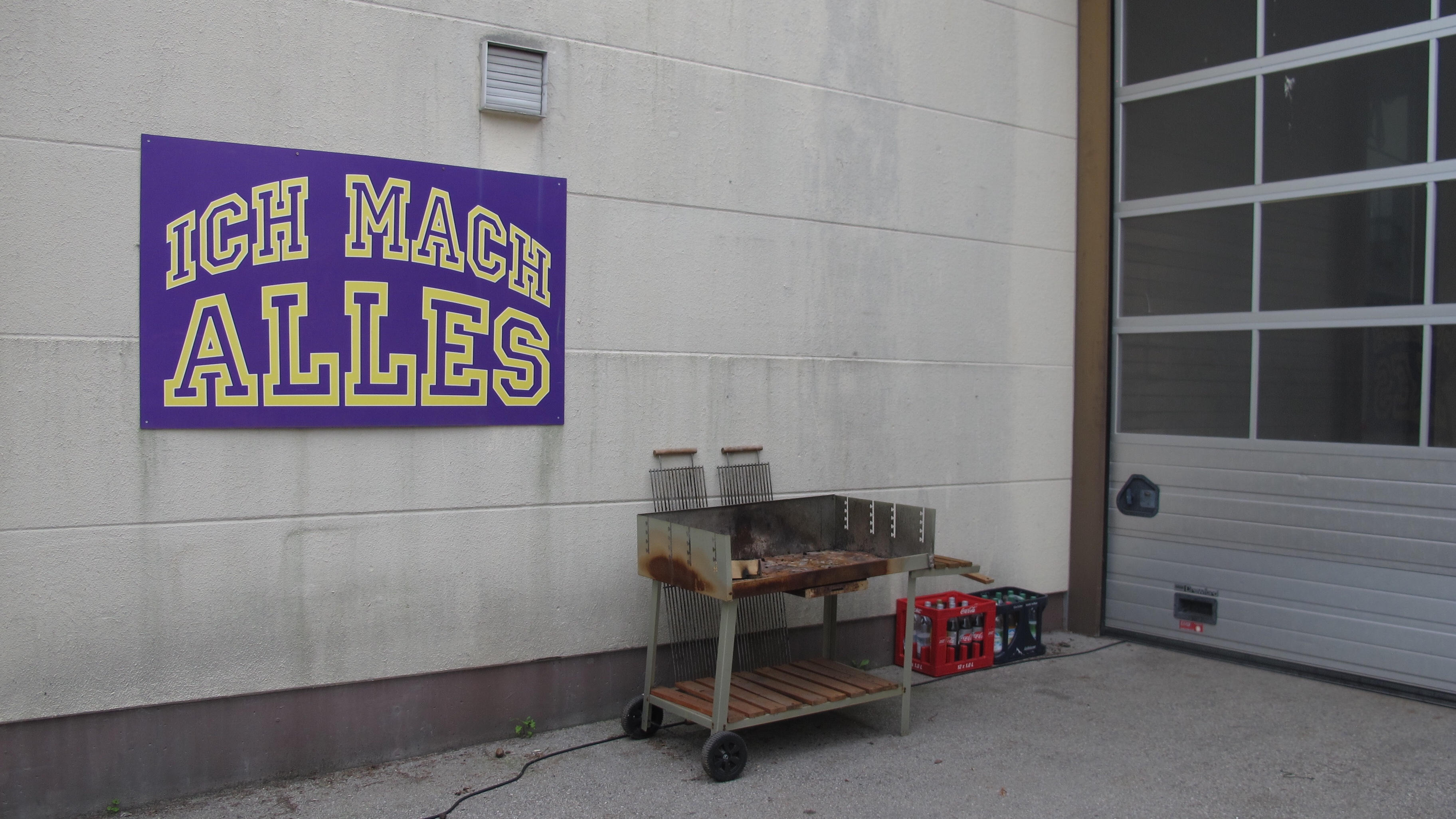
Yazids Werkstatt „Ich mach alles“

Yazid (Hannes Ringlstetter), dessen Nachname nie genannt wird, ist zunächst Inhaber eines mobilen Imbisswagens, den Hubert und Staller regelmäßig aufsuchen, und trifft sich regelmäßig mit Staller nach Dienstschluss auf ein Bier in Siggi Baumeggers Kneipe „Zum Siggi“. Ab der zweiten Staffel betreibt Yazid eine Kfz-Werkstatt mit dem Namen „Ich mach alles“, nachdem sein Imbisswagen angeblich abgebrannt ist – tatsächlich handelt es sich augenscheinlich um Versicherungsbetrug. Yazid wird insbesondere von Hubert, Staller und Girwidz regelmäßig zu verschiedenen Dienstleistungen herangezogen oder besorgt für Ermittlungen notwendige technische Geräte, wobei die Polizisten immer wieder ihr Wissen über Yazids oft „halblegale“ Geschäfte ausnutzen, um ihn zur Unterstützung zu nötigen. Yazid ist ein intelligenter und redegewandter Charakter, der es versteht, seine oft minderwertigen Waren zu für ihn vorteilhaften Preisen unter die Leute zu bringen – mit Ausnahme von Hubert und Wirth fällt auch das Team des Reviers immer wieder auf seine scheinbar günstigen Angebote herein. Ab der Mitte der 9. Staffel übernimmt Yazid von Barbara Hansen die Bäckerei Rattlinger.

### Ehemalige Hauptfiguren

#### Johannes Staller
Polizeiobermeister Johannes „Hansi“ Staller (Helmfried von Lüttichau) ist ein sinnesfroher, sich in seiner Wirkung manchmal selbst überschätzender Polizist, der große Leidenschaft für seinen Beruf empfindet und diesen durchaus als „Berufung“ sieht. In dieser Begeisterung unterscheidet er sich stark von seinem Streifenpartner Franz Hubert, jedoch liegt in diesem charakterlichen Unterschied auch eine wichtige Facette ihrer freundschaftlichen Verbundenheit. Staller ist alternativen Ermittlungsmethoden gegenüber aufgeschlossen, die teilweise auch die Grenzen des Erlaubten deutlich überschreiten. Gleichzeitig denkt er oft über den Tellerrand hinaus und sucht ungewöhnliche gedankliche Zugänge zu den Fällen, die er zusammen mit Hubert bearbeitet. Während letzterer die Verbrechen eher mit kühler Distanz betrachtet, ist Staller emotional sehr stark engagiert und fühlt sich von Misserfolgen daher auch persönlich getroffen. Zu Stallers Marotten zählen das – auch in völlig unpassenden Situationen – ständige Tragen der Dienstmütze und das ungehemmte „Ausprobieren“ von Hinterlassenschaften an Tatorten oder während Zeugenbefragungen. Zudem fühlt er sich als „ewiger Single“ immer wieder ebenso rasch wie erfolglos zu Frauen hingezogen, die er während der Ermittlungen kennenlernt. Mit dem Ende der 7. Staffel verlässt Johannes Staller im Spielfilm-Special Eine schöne Bescherung das Revier in Wolfratshausen, um in Rom zusammen mit seiner Freundin, die er dort während einer Urlaubsreise kennengelernt hat, ein neues Leben zu beginnen.
Stallers Ausscheiden wurde bei der ARD-Medienlese im Oktober 2017 bekannt. Mit einer Episode in Spielfilmlänge wird Stallers Ausstieg umgesetzt. Helmfried von Lüttichau bekannte in einem Interview mit der Süddeutschen Zeitung, dass sein letzter Drehtag sehr emotional für ihn gewesen sei und es vielleicht noch ein Hintertürchen für ein Comeback seiner Rolle gebe. Als Gründe für den Ausstieg gab er an, dass er wieder mehr Zeit für seine Familie aufbringen und aus der „Serien-Käfighaltung“ heraus möchte, um sich neuen Film-Projekten zu widmen.

#### Sonja Wirth
Polizeimeisterin Sonja Wirth (Annett Fleischer) ist im Revier vor allem für den Innendienst zuständig – sie nimmt die eingehenden Anrufe entgegen, recherchiert Informationen und koordiniert die Ermittlungsarbeiten. In dieser Position spielt sie auch immer wieder eine vermittelnde Rolle zwischen Polizeirat Girwidz und ihren Kollegen; sie hat durchaus Übung darin, die regelmäßigen Wutausbrüche ihres Chefs – der sie konsequent mit der altbackenen Anrede „Fräulein“ anspricht – abzudämpfen oder in eine andere Richtung zu lenken. In den seltenen Fällen, in denen auch sie außerhalb des Reviers tätig wird, erweist sie sich als kompetente und kluge Ermittlerin, die gerade durch ihre weibliche Sichtweise immer wieder wichtige Aspekte beitragen kann. Wirth ist eine ebenso intelligente wie attraktive junge Frau, weswegen sie von Hubert und Staller auch gelegentlich bei verdeckten Ermittlungen eingesetzt wird. Mit dem Ende der 6. Staffel verlässt Sonja Wirth das Revier, um sich beruflich weiterzuentwickeln.

#### Anja Licht
Die Gerichtsmedizinerin Anja Licht (Karin Thaler) ist für die kriminaltechnischen Untersuchungen der Tatorte sowie der Mordopfer zuständig. In dieser Funktion ist sie als Pathologin im Klinikum Wolfratshausen tätig. Zudem ist sie die Ex-Ehefrau von Hubert, was im täglichen Dienstbetrieb immer wieder zu Reibereien zwischen den beiden führt, wobei jedoch ersichtlich ist, dass die beiden nach wie vor starke Gefühle füreinander hegen. Licht ist eine sehr kompetente und respektierte Medizinerin, auf deren Untersuchungsergebnisse sich Hubert und Staller fest verlassen können. Obwohl sie sich gelegentlich von der Ungeschicktheit der Polizisten des Reviers beim Umgang mit Tatortspuren genervt fühlt, hegt sie doch freundschaftliche Gefühle für sie und steht ihnen mit Rat und Tat zur Seite. Anja Licht verlässt zu Beginn der 7. Staffel Wolfratshausen, nachdem sie in einen Mordfall persönlich involviert gewesen ist und deswegen Abstand braucht.

## Weitere Figuren und Figurenentwicklung
An den Ermittlungen der ersten beiden Staffeln ist noch die Lokalreporterin Barbara Hansen (Monika Gruber) beteiligt, mit der sich die Polizei immer im Wettstreit um Informationen befindet. Hansen und insbesondere ihr Vater (Sigi Zimmerschied) haben auch privat ein vertrautes Verhältnis zu Hubert, der in den ersten Staffeln regelmäßig mit letzterem beim Angeln sitzt und über die aktuellen Fälle philosophiert. In der dritten Staffel tritt für die Lokalzeitung die Nachwuchs-Journalistin Nadine Scholz (Sarah Horváth) auf.

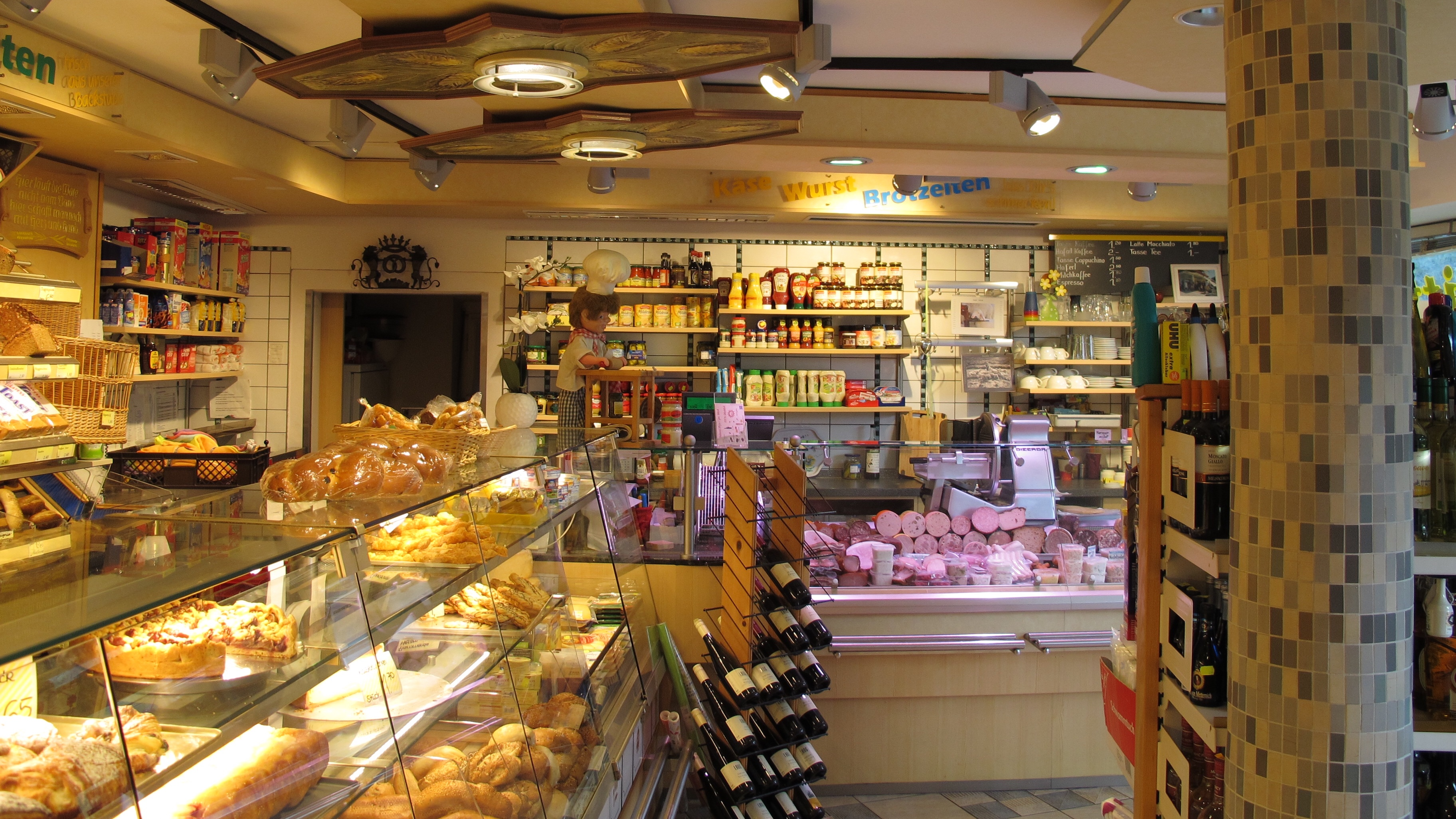
Innenraum der Bäckerei Graf in Ammerland, Drehort der „Bäckerei Rattlinger“

Sabrina Rattlinger (Carin C. Tietze) ist bis einschließlich Staffel 6 die Betreiberin eines örtlichen Bäckerladens und Kiosks, den ab Staffel 6 Barbara Hansen übernimmt, die nach dem Tod ihres Vaters nach Wolfratshausen zurückkehrt. Die Polizisten trinken dort häufig Kaffee und ziehen sich immer wieder dorthin zurück, um abseits von Girwidz ihre Fälle zu besprechen. Sabrina ist eine sehr warmherzige und offene Frau, die immer wieder auch privates Interesse an Hubert zeigt, was dieser aber nicht erkennt oder nicht erkennen will. Umgekehrt fühlt sich Staller stark zu Sabrina hingezogen, die aber auf seine Annäherungsversuche kaum oder abweisend reagiert.
In der 105. Episode übernimmt Susu Padotzke als Dr. Caroline Fuchs den Part der Gerichtsmedizinerin. Fuchs baut rasch eine recht enge Bindung zu den Ermittlern auf, wobei sie sich – ähnlich wie Anja Licht – aber gelegentlich von deren unprofessioneller Handlungsweise genervt fühlt. Zudem wird im Verlauf der Staffeln immer mehr deutlich, dass sie sich Hubert zugeneigt fühlt.
In der ersten Episode der 7. Staffel löst Lena Winter (Klara Deutschmann) Polizeimeisterin Sonja Wirth ab, verlässt aber bereits mit dem Ende dieser Staffel die Serie wieder. Rebecca Jungblut (Jeanne Goursaud), die zusammen mit der neuen Chefin, Polizeirätin Sabine Kaiser, zu Beginn der 8. Staffel in die Serie kommt, scheidet in der ersten Folge der 9. Staffel wieder aus der Besetzung aus. Für sie übernimmt Mitsou Jung als Christina Bayer den Part der jungen Kollegin im Wolfratshausener Revier.

## Hintergrund und Konzept
Christian Tramitz und Helmfried von Lüttichau haben Rollen aus den Land-der-Berge-Sketchen in der Fernsehserie Tramitz and Friends nach und nach zu den Figuren Hubert und Staller ausgebaut, die dann sieben Jahre später von der ARD in Form einer neuen Serie übernommen wurden.
Das Konzept der Serie basiert auf einem „schwarzhumorigen, anarchistischen“ Blick auf den Dienst- und Ermittlungsalltag der Polizei. Wesentlich dabei ist, dass – entgegen der Realität – die gezeigten schwerwiegenden Delikte ohne Hinzuziehung eigentlich zuständiger Ermittler (etwa einer Mordkommission) bearbeitet werden. Die Polizisten des Reviers sind dabei trotz ihrer Unzulänglichkeiten in Ausbildung und Ausrüstung erfolgreich. Insgesamt handle es sich laut Christian Tramitz bei den meisten Charakteren der Serie um „tragische Figuren“, bei deren Darstellung es darauf ankomme, „hart an der Kante der Realität“ zu bleiben. Dieses Konzept spiegelt sich in zahlreichen Running Gags der Serie: So verhalten sich die Polizisten beim Überbringen von Todesnachrichten gegenüber Angehörigen äußerst ungeschickt, hilfreiche Unterstützung kommt meist nicht von polizeilicher Seite, sondern in Gestalt von Yazid aus dem halbkriminellen Bereich und Girwidz als Vorgesetzter hat Schwierigkeiten, Ermittlungsfortschritte gedanklich nachzuvollziehen. Tramitz äußerte zu dieser Thematik in einem Interview, dass er bei Begegnungen mit echten Polizeibeamten sehr positive Rückmeldungen erhalte, wobei diese manche Details der Serie als „näher an der Wirklichkeit“ als gedacht bezeichnen würden.

## Produktion
Die Serie wird von der Tele München Gruppe und der Entertainment Factory im Auftrag der ARD-Werbung, des Bayerischen Rundfunks und des Mitteldeutschen Rundfunks für Das Erste produziert.

### Drehorte

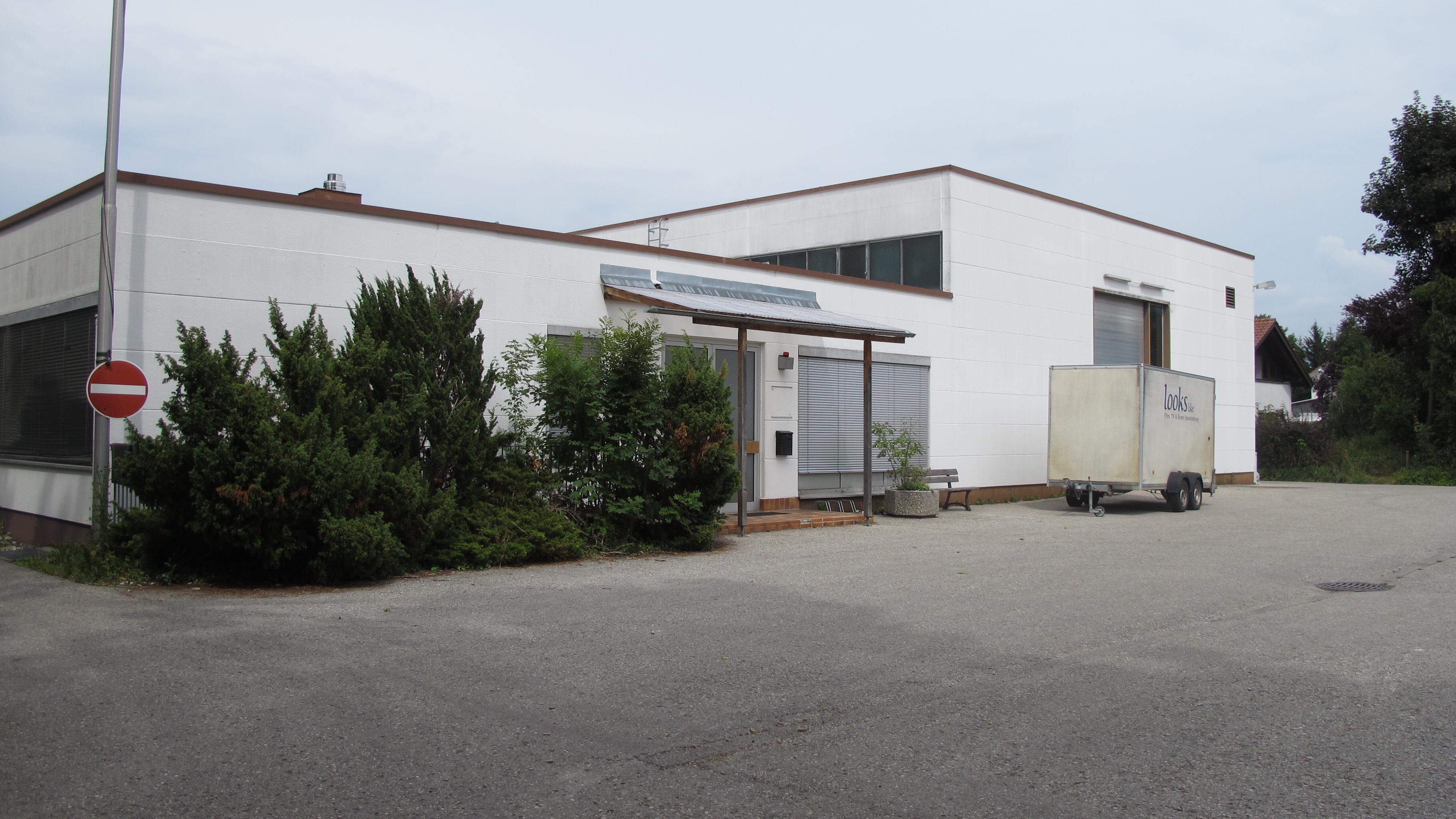
Das alte Revier von Hubert und/ohne Staller

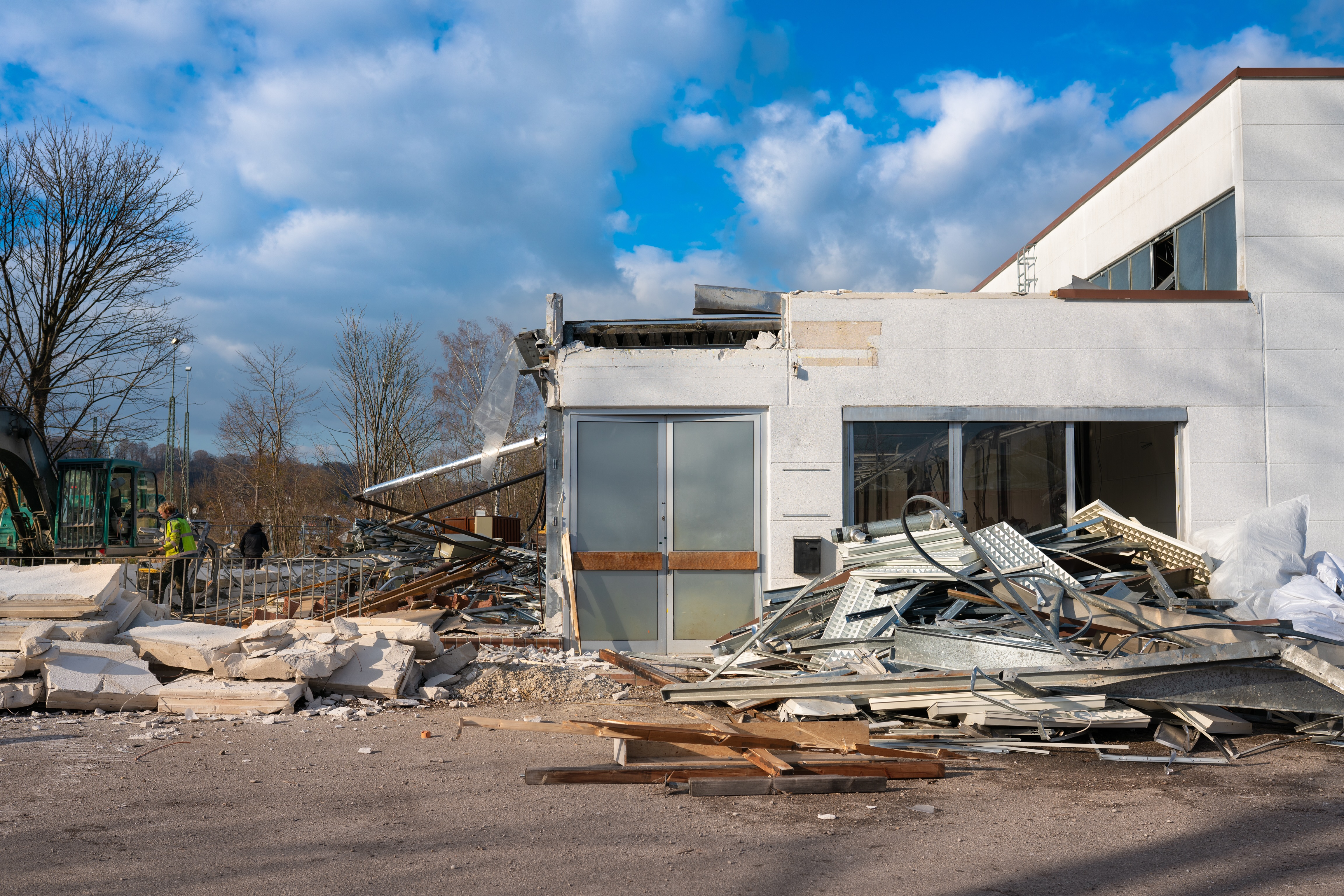
Abriss des alten Reviers

Im Mittelpunkt der Dreharbeiten steht neben der Stadt Wolfratshausen selbst der nahegelegene Starnberger See, der in zahlreichen Luft- und Uferaufnahmen zu sehen ist. Weitere regelmäßig verwendete Drehorte sind die Dörfer Eurasburg, Beuerberg, Münsing, Ammerland und Holzhausen, dessen auf einem Hügel gelegene Pfarrkirche in vielen Übergangsszenen gezeigt wird. Als Polizeirevier diente bis zum ersten Teil der neunten Staffel ein leerstehendes Bürogebäude in der Sauerlacher Straße 25 a in Wolfratshausen. Dort befanden sich neben den Räumlichkeiten der Polizeistation noch die der Pathologie und das Krankenhaus sowie Maske, Kostüm und Requisite. Yazids Werkstatt Ich mach alles befand sich in der zum Bürogebäude gehörenden großen Garage. Als Kulisse für das Café Rattlinger dient die Bäckerei Graf in der Ammerlander Hauptstraße 15 im Ortsteil Ammerland der Gemeinde Münsing.

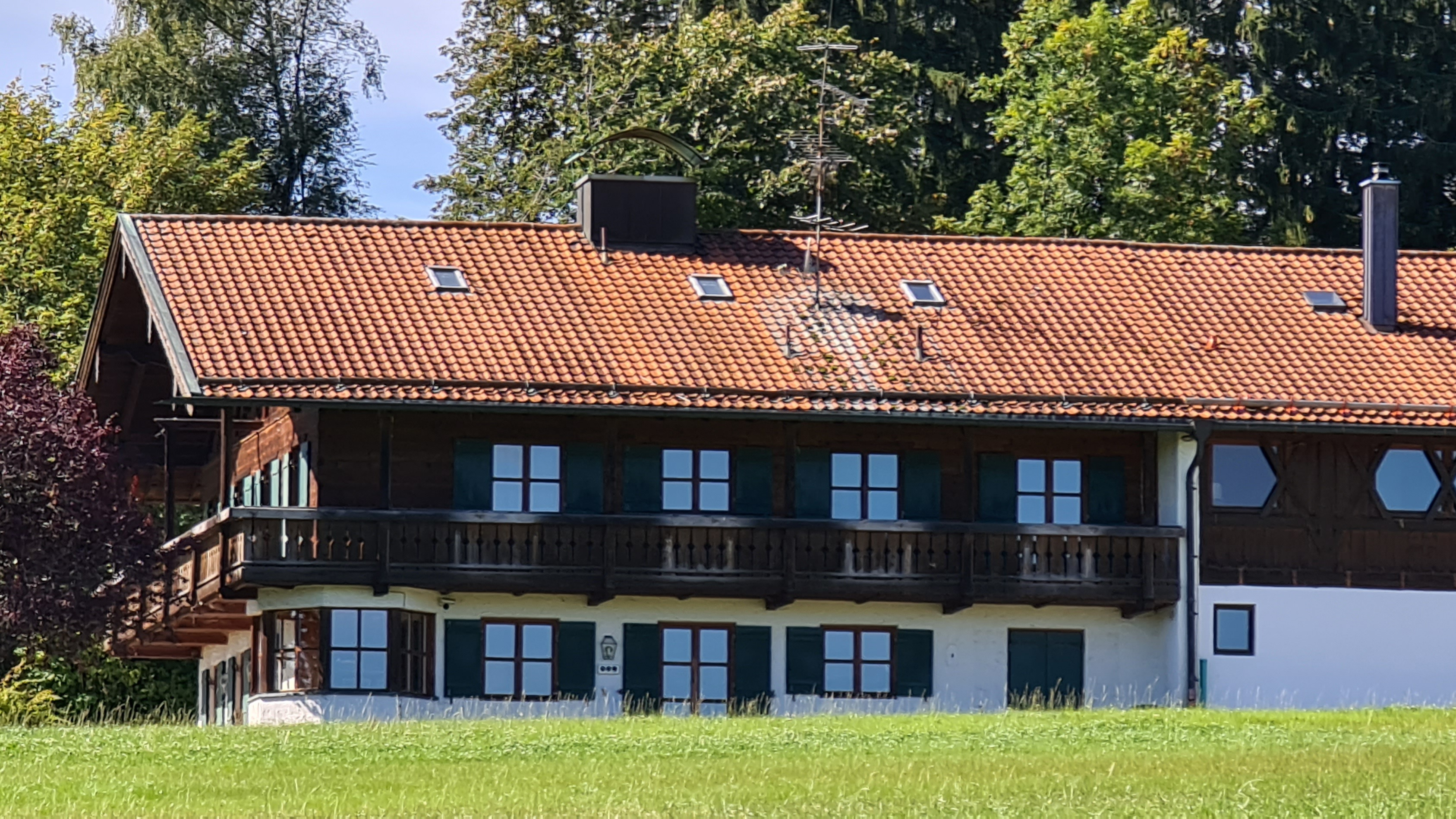
Das neue Revier von Hubert ohne Staller

Der langjährige Drehort für das Polizeirevier wurde 2020 wegen Baumaßnahmen (Wohnungsbau) abgerissen. Die Serie wird seit der zweiten Hälfte der 9. Staffel mit einem neuen Revier am Stadtrand von Wolfratshausen fortgesetzt.

### Dreharbeiten
Hubert und Staller ist eine von mehreren Vorabendserien, die 2011 unter der Marke Heiter bis tödlich im Ersten gestartet wurden. Als erste dieser Serien wurde sie im Februar 2012 um eine zweite Staffel mit 16 Episoden verlängert, deren Produktion bereits im März 2012 begann.
Zum Start der dritten Staffel wurde am 7. November 2013 im Ersten unter dem Titel Die ins Gras beißen ein Langfilm mit 90 Minuten Laufzeit gesendet. Die vierte Staffel von Hubert und Staller wurde von Februar bis November 2014 gedreht. Die Erstausstrahlung der ersten acht Episoden fand vom 4. März 2015 bis zum 6. Mai 2015, die der letzten acht vom 16. Oktober 2015 bis zum 16. Dezember 2015 im Ersten statt. Seitdem hat die Serie ihren festen Sendeplatz am Mittwoch um 18:50 Uhr.
Seitdem Anfang 2016 das Sendeformat Heiter bis tödlich eingestellt wurde, läuft die Serie nur noch unter dem Namen Hubert und Staller. In Österreich zeigte der Sender ATV die Serie ab dem 6. November 2011, wenige Tage nach der Erstausstrahlung im Ersten, in der Schreibweise Hubert & Staller.
Vom 20. Januar bis zum 11. Mai 2016 lief im Ersten die Erstausstrahlung der fünften Staffel, die mit dem Fernsehfilm Unter Wölfen startete. Die Dreharbeiten zur sechsten Staffel (Episoden 85–100) begannen am 18. Januar 2016 und dauerten bis zum 27. Januar 2017.
Die erste Folge wurde am 22. März 2017 ausgestrahlt. Die Dreharbeiten zur siebten Staffel (16 neue Episoden) begannen am 20. Februar 2017 und dauerten bis zum 28. Oktober 2017. Die siebte Staffel wurde direkt im Anschluss an die sechste Staffel ausgestrahlt.
Die Dreharbeiten zu dem 90-minütigen Weihnachtsspecial Eine schöne Bescherung begannen am 10. Dezember 2017 und dauerten bis zum 6. Februar 2018. Der Spielfilm wurde am 19. Dezember 2018 im Ersten ausgestrahlt. Es war die letzte gemeinsame Folge mit dem Duo Tramitz / von Lüttichau.
Die Dreharbeiten zur 8. Staffel (Folgen 117–132) begannen am 21. März 2018 und dauerten bis zum 19. Januar 2019. Nach dem Ausstieg von Helmfried von Lüttichau wird die Serie seit dem 9. Januar 2019 unter dem Namen Hubert ohne Staller fortgesetzt.
Die Einschaltquote der ersten Episode der 8. Staffel, Folge 117 Ein hochprozentiger Abgang, lag bei 3,02 Millionen Zuschauern. Aufgrund der hohen Einschaltquoten der ersten Folgen der 8. Staffel wurde vom 23. April bis zum 3. Juni sowie vom 17. Juni bis zum 26. Juli 2019 der erste Teil der 9. Staffel gedreht. Diese wurde zwischen dem 23. Oktober 2019 und 11. Dezember 2019 ausgestrahlt.
Die Dreharbeiten zum zweiten Teil der 9. Staffel, die acht neue Folgen umfasst (Folgen 141–148), begannen am 25. Februar 2020 und sollten ursprünglich im Mai 2020 abgeschlossen werden. Sie wurden jedoch am 16. März 2020 aufgrund der COVID-19-Pandemie unterbrochen, ab Mai 2020 fortgesetzt und Ende Juni beendet. Die Folgen wurden vom 9. Dezember 2020 bis zum 27. Januar 2021 ausgestrahlt.
Die Dreharbeiten zur 10. Staffel (Folgen 149–164) fanden ab dem 12. Oktober 2020 statt und wurden am 6. August 2021 beendet. Die Ausstrahlung fand vom 12. Januar bis zum 27. April 2022 statt.
Am 1. Februar 2022 gab Das Erste in einem Facebook-Posting bekannt, dass es eine 11. Staffel geben wird. Die Dreharbeiten für zwölf neue Folgen der 11. Staffel (Folgen 165–176) begannen am 31. Januar 2022 und endeten am 1. August 2022. Der Spielfilm wurde mit der 12. Staffel produziert. Die Ausstrahlung der 11. Staffel erfolgte ab dem 1. November 2023. Zudem wurde der vierte Spielfilm Dem Himmel ganz nah bereits Ende Dezember 2023 in der Mediathek zum Abruf zur Verfügung gestellt und am 3. Januar 2024 ausgestrahlt.
Am 1. Februar 2023 begannen die Dreharbeiten zur 12. Staffel, die bis zum 10. Oktober 2023 andauerten. Die Ausstrahlung der 12. Staffel schloss sich direkt an die der 11. Staffel an.
Die Dreharbeiten zu einer 13. Staffel mit 12 Folgen (189–200) begannen am 1. Februar 2024 und dauerten bis in den Sommer an. Die Dreharbeiten zu einer 14. Staffel mit 8 Folgen (201–208) begannen am 11. Februar 2025 und endeten am 5. Juni 2025.

#### Besonderheiten
In der ersten Staffel trägt Revierleiter Girwidz von Folge 1 bis Folge 11 noch die Schulterstücke eines Polizeihauptkommissars (drei silberne Sterne), obwohl seine Beförderung zum Polizeirat (ein goldener Stern) bereits erfolgt ist. Dass es dem sehr auf seinen Rang bedachten Girwidz erst in Folge 11 gelingt, die korrekten Schulterstücke zu erhalten, bildet so eine Art Running Gag der ersten Folgen – die von ihm ersehnte äußere Kenntlichmachung seiner Beförderung wird durch eine Fehlbestellung hinausgezögert.
Im Jahr 2016 wurde die Schauspielerin Annett Fleischer von ihren beiden Schauspielkollegen Christian Tramitz und Helmfried von Lüttichau während der Dreharbeiten im Rahmen der Sendung Verstehen Sie Spaß? hereingelegt.
Obwohl die bayerische Polizei seit Februar 2019 ausschließlich blaue Uniformen trägt, werden in der Serie weiterhin die bis dahin getragenen grünen „Oestergaard-Uniformen“ verwendet. Entsprechend ist auch der Streifenwagen unverändert in grün-weißer Lackierung gehalten. Zudem führen sämtliche Hauptcharaktere trotz der langen Laufzeit der Serie und einer entsprechenden Weiterentwicklung in manchen Bereichen  – abgesehen vom degradierten Girwidz – unverändert die gleiche Amtsbezeichnung wie zu Beginn, sind also nie befördert worden.
Das Gebäude, das bis zur 9. Staffel als Polizeirevier gezeigt wurde, lag unmittelbar am Bahnhof Wolfratshausen – die Züge der Münchner S-Bahn sind immer wieder von den Bürofenstern aus zu sehen. Spielt der Bahnhof Wolfratshausen jedoch eine Rolle in der Serienhandlung, liegt er dort meist weit entfernt vom Revier: So scheitert Riedl immer wieder daran, dort pünktlich jemanden abzuholen, oder Hubert und Staller sind längere Zeit unterwegs, um dort ihre Ermittlungen zu führen.
In der Folge „Mord aus zweiter Hand“ (Staffel 10, Folge 7) entdecken Hubert und Girwidz bei einer Fahrt mit dem Streifenwagen eine Leiche nebst zugehörigem Auto im Umfeld einer Brücke. Diese war ein Relikt der 1972 in diesem Bereich stillgelegten Isartalbahn und wurde kurz nach den Dreharbeiten durch einen kleineren Neubau ersetzt; auf der ehemaligen Bahnstrecke verläuft ein Fuß- und Radweg, der für Kraftfahrzeuge eigentlich gesperrt ist.
In der Folge „Puzzlespiele“ (Staffel 1, Folge 7) handelt es sich bei „Wagen 3“ – anders als in allen anderen Folgen – um einen Kombi, ohne dass dieser Umstand in der Handlung näher erläutert würde.

## Besetzung

### Derzeitige Hauptdarsteller
| Schauspieler           | Rollenname         | Hauptrolle (Folgen) | Nebenrolle (Folgen) | Jahre | Bemerkungen |
| ---------------------- | ------------------ | ------------------- | ------------------- | ----- | --- |
| Christian Tramitz      | Franz Hubert       | 1–                  |                     | 2011– | Polizeiobermeister; Partner von Johannes Staller (Staffel 1 bis 7); Partner von Reimund Girwidz (seit Staffel 8) Ex-Mann von Dr. Anja Licht                                      |
| Michael Brandner       | Reimund Girwidz    | 1–                  |                     | 2011– | Polizeirat und Revierleiter (Staffel 1 bis 7); Polizeiobermeister; Partner von Franz Hubert (seit Staffel 8) Ex-Ehemann von Margot Girwidz; Vater von Andrea und Johanna Girwidz |
| Paul Sedlmeir          | Martin Maria Riedl | 1–                  |                     | 2011– | Polizeimeister |
| Hannes Ringlstetter    | Yazid              | 67–                 | 1–66                | 2011– | Betreiber eines Imbisswagens (Staffel 1); Besitzer der Werkstatt „Ich mach alles“ (seit Staffel 2); Betreiber des Cafés Rattlinger (seit 2. Hälfte der 9. Staffel)               |
| Susu Padotzke          | Dr. Caroline Fuchs | 105–                | 104                 | 2017– | Gerichtsmedizinerin übernimmt Dr. Anja Lichts Posten |
| Katharina Müller-Elmau | Sabine Kaiser      | 117–                |                     | 2019– | Polizeirätin und Revierleiterin übernimmt Reimund Girwidz’ Posten |
| Mitsou Jung            | Christina Bayer    | 133–                |                     | 2019– | Polizeimeisterin übernimmt Rebecca Jungbluts Posten |

### Derzeitige Nebendarsteller
| Schauspieler                | Rollenname | Folgen | Jahre | Bemerkungen                          |
| --------------------------- | ---------- | ------ | ----- | ------------------------------------ |
| Victoria Abelmann-Brockmann | Lenerl     | 141–   | 2020– | Bedienung in der Bäckerei Rattlinger |

### Ehemalige Hauptdarsteller
| Schauspieler            | Rollenname         | Hauptrolle (Folgen) | Nebenrolle (Folgen) | Jahre                | Bemerkungen |
| ----------------------- | ------------------ | ------------------- | ------------------- | -------------------- | --- |
| Carin C. Tietze         | Sabrina Rattlinger | 1–84                |                     | 2011–2016            | Ehemalige Inhaberin der Bäckerei Rattlinger verlässt die Stadt |
| Annett Fleischer        | Sonja Wirth        | 1–100               |                     | 2011–2017            | Polizeimeisterin geht auf Fortbildung |
| Karin Thaler            | Dr. Anja Licht     | 1–104               |                     | 2011–2017            | Pathologin und Gerichtsmedizinerin Ex-Frau von Franz Hubert; zieht nach München |
| Helmfried von Lüttichau | Johannes Staller   | 1–116               |                     | 2011–2018            | Polizeiobermeister; Partner von Franz Hubert zieht zu seiner Freundin nach Rom |
| Klara Deutschmann       | Lena Winter        | 101–116             | 117                 | 2017–2019            | Polizeimeisterin übernimmt den Posten von Sonja Wirth; verlobt sich und zieht nach Hamburg |
| Jeanne Goursaud         | Rebecca Jungblut   | 117–133             |                     | 2019                 | Polizeimeisterin übernimmt Lena Winters Posten; geht nach Berlin |
| Monika Gruber           | Barbara Hansen     | 1–30, 117–141       | 91–116              | 2011–2013, 2017–2020 | Lokalreporterin (Staffeln 1 und 2); Inhaberin der Bäckerei Rattlinger (seit Staffel 6) Tochter von Robert Hansen; verlässt die Stadt; kehrt nach dem Tod ihres Vaters wieder zurück und übernimmt die Bäckerei Rattlinger; ist seit der 2. Hälfte der 9. Staffel im Urlaub |

### Ehemalige Nebendarsteller
| Schauspieler         | Rollenname                                 | Folgen                                            | Jahre                  | Bemerkungen                                                              |
| -------------------- | ------------------------------------------ | ------------------------------------------------- | ---------------------- | ------------------------------------------------------------------------ |
| Sigi Zimmerschied    | Robert Hansen †                            | 1–16                                              | 2011–2012              | Vater von Barbara Hansen; Berater von Franz Hubert                       |
| Gerd Ekken Gerdes    | Siggi Baumegger                            | 1–16                                              | 2011–2012              | Inhaber der Kneipe „Zum Siggi“                                           |
| Alina Stiegler       | Johanna Girwidz                            | 1, 2, 6, 8, 10, 11, 13, 15, 16, 19, 23–29, 55, 73 | 2011–2013, 2015–2016   | Tochter von Reimund und Margot Girwidz; Freundin von Maximilian Bofinger |
| Franz-Xaver Brückner | Mathias Zindler/Maximilian Bofinger        | 1, 2, 8, 12, 29                                   | 2011–2013              | Freund von Johanna Girwidz                                               |
| Thomas Huber         | Priester Rolf Hartmann; Pfarrer Reli/Stein | 10, 141, 160, 178                                 | 2012, 2020, 2022, 2024 | Pfarrer von Wolfratshausen                                               |
| Thorsten Krohn       | Pfarrer Franz Reich                        | 60, 65                                            | 2015                   | Pfarrer von Wolfratshausen                                               |
| Sarah Horváth        | Nadine Scholz                              | 33, 44, 48                                        | 2013–2014              | Reporterin beim „Wolfratshauser Kurier“                                  |
| Helene Stupnicki     | Rosi                                       | 82, 85–87                                         | 2016, 2017             | Aushilfe in der Bäckerei Rattlinger                                      |

### Rolleneinteilung nach Staffeln
| Staffel                             | 1               | 2               | 3               | 4               | 5               | 6               | 7               | 8               | 9               | 10              | 11              | 12              |
| ----------------------------------- | --------------- | --------------- | --------------- | --------------- | --------------- | --------------- | --------------- | --------------- | --------------- | --------------- | --------------- | --------------- |
| Revier                              |                 |                 |                 |                 |                 |                 |                 |                 |                 |                 |                 |                 |
| Franz Hubert                        |                 |                 |                 |                 |                 |                 |                 |                 |                 |                 |                 |                 |
| Johannes Staller                    |                 |                 |                 |                 |                 |                 |                 |                 |                 |                 |                 |                 |
| Reimund Girwidz                     |                 |                 |                 |                 |                 |                 |                 |                 |                 |                 |                 |                 |
| Sonja Wirth                         |                 |                 |                 |                 |                 |                 |                 |                 |                 |                 |                 |                 |
| Martin Maria Riedl                  |                 |                 |                 |                 |                 |                 |                 |                 |                 |                 |                 |                 |
| Lena Winter                         |                 |                 |                 |                 |                 |                 |                 |                 |                 |                 |                 |                 |
| Sabine Kaiser                       |                 |                 |                 |                 |                 |                 |                 |                 |                 |                 |                 |                 |
| Rebecca Jungblut                    |                 |                 |                 |                 |                 |                 |                 |                 |                 |                 |                 |                 |
| Christina Bayer                     |                 |                 |                 |                 |                 |                 |                 |                 |                 |                 |                 |                 |
| Pathologie/Gerichtsmedizin          |                 |                 |                 |                 |                 |                 |                 |                 |                 |                 |                 |                 |
| Dr. Anja Licht                      |                 |                 |                 |                 |                 |                 |                 |                 |                 |                 |                 |                 |
| Dr. Caroline Fuchs                  |                 |                 |                 |                 |                 |                 |                 |                 |                 |                 |                 |                 |
| Bäckerei Rattlinger                 |                 |                 |                 |                 |                 |                 |                 |                 |                 |                 |                 |                 |
| Sabrina Rattlinger                  |                 |                 |                 |                 |                 |                 |                 |                 |                 |                 |                 |                 |
| Rosi                                |                 |                 |                 |                 |                 |                 |                 |                 |                 |                 |                 |                 |
| Barbara Hansen                      |                 |                 |                 |                 |                 |                 |                 |                 |                 |                 |                 |                 |
| Yazid                               |                 |                 |                 |                 |                 |                 |                 |                 |                 |                 |                 |                 |
| Lenerl                              |                 |                 |                 |                 |                 |                 |                 |                 |                 |                 |                 |                 |
| Reporter                            |                 |                 |                 |                 |                 |                 |                 |                 |                 |                 |                 |                 |
| Barbara Hansen                      |                 |                 |                 |                 |                 |                 |                 |                 |                 |                 |                 |                 |
| Nadine Scholz                       |                 |                 |                 |                 |                 |                 |                 |                 |                 |                 |                 |                 |
| Imbiss/Ich mach alles               |                 |                 |                 |                 |                 |                 |                 |                 |                 |                 |                 |                 |
| Yazid                               |                 |                 |                 |                 |                 |                 |                 |                 |                 |                 |                 |                 |
| Sonstige                            |                 |                 |                 |                 |                 |                 |                 |                 |                 |                 |                 |                 |
| Robert Hansen †                     |                 |                 |                 |                 |                 |                 |                 |                 |                 |                 |                 |                 |
| Siggi Baumegger                     |                 |                 |                 |                 |                 |                 |                 |                 |                 |                 |                 |                 |
| Johanna Girwidz                     |                 |                 |                 |                 |                 |                 |                 |                 |                 |                 |                 |                 |
| Mathias Zindler/Maximilian Bofinger |                 |                 |                 |                 |                 |                 |                 |                 |                 |                 |                 |                 |
| Legende (Farbbedeutung)             | Hauptdarsteller | Hauptdarsteller | Hauptdarsteller | Hauptdarsteller | Hauptdarsteller | Hauptdarsteller | Nebendarsteller | Nebendarsteller | Nebendarsteller | Nebendarsteller | Nebendarsteller | Nebendarsteller |

### Gastauftritte (Auswahl)
In der Episode Puzzlespiele hat der Sänger Sasha einen Gastauftritt als Profikiller, in Konzert für eine Leiche Showmaster Thomas Gottschalk als alternder Sänger Jonny Silver. In der Episode Rosenkrieg spielen Fußballer Thomas Müller, dessen Frau Lisa sowie Quirin Oettl und Johanna Baumann Gastrollen. In der Episode Der Räucherschorsch dreht durch hat Schauspieler Sebastian Bezzel einen Gastauftritt.
In dem Fernsehfilm Die ins Gras beißen spielten Rainer Basedow, Oliver Nägele und Miriam Pielhau Gastrollen. In der Episode Dünnes Eis spielte Francis Fulton-Smith den Leiter einer Au-pair-Agentur. Eisi Gulp wirkte in der Episode Floßfahrt ohne Wiederkehr, in der Episode Feuer und Flamme und in der Episode Die Nacht, in der Elvis starb mit. In der Episode Der Flug des Phoenix spielte Rebecca Immanuel die Ehefrau des Opfers. In der Episode Feuer und Flamme spielte Wolfgang Fierek den Wilhelm Sedelmeier und in der Folge Waldsterben die Rolle des Otto von Waldsee. In der Episode Zu den Sternen spielte er sich selbst. Simone Rethel wirkte ebenfalls in dieser Folge mit, wo sie eine Touristin verkörperte. In der Episode Unhaltbar spielte Radiomoderator Bernhard Fleischmann sich selbst. Dietrich Hollinderbäumer spielte in der Episode bzw. im Fernsehfilm Unter Wölfen den Polizeipräsidenten. Götz Otto spielte in der Episode Schwarzer Freitag den Bankräuber und Geiselnehmer Heinz Klett und in der Folge Hals- und Beinbruch die Rolle des Joschi Breitenbichler. Alexander Schubert spielte in der Episode Der letzte Schuss einen Pathologen. Barbara Maria Messner spielte in der Episode Mord im Möbelland die verdächtige Gabi Schondorf. Horst Sachtleben spielte in der Episode Tod aus der Schnabeltasse die Rolle des Olaf Braun. Robert Palfrader spielte in der Episode Der Winter kommt den stillen Titelhelden.
Katharina Müller-Elmau war schon vor ihrem Einstieg als Polizeirätin Sabine Kaiser in der Serie zu Gast, einmal als Sabine Kröpf im TV-Film Unter Wölfen und zum anderen als Monika Felsner in Bauernfänger.
Christine Prayon spielte in der Folge Ein kuscheliger Mord die Rolle der Janine Krummbichler. Reiner Schöne spielte in der Folge Der Aussteiger den Jesus von der Isar. Joyce Ilg spielte in der Folge Um ein Haar die Fahrschülerin Lisa. Tommi Piper spielte in der Folge Der Sturz des Königs mit. Jacques Breuer spielte in der Folge Requiem für Miss Oberbayern die Rolle des Dr. Pavel Otter und in der Folge Der Erlkönig die Rolle des Ferdinand Motz. In der Episode Jäger des verlorenen Hutes wirkten Michael Tregor, die gehörlose Tänzerin und Schauspielerin Kassandra Wedel, Ottokar Lehrner und Johann Schuler mit. Zudem spielte Schuler in der Folge Die letzte Salbung mit. In der Folge Waldsterben spielt Violetta Schurawlow eine als Polizistin verkleidete Umweltaktivistin. In der Folge Eine Leiche zuviel spielte Wayne Carpendale die Rolle des Dr. Daniel Schilling. Ingeborg Schöner wirkte in der Folge Ein Stück vom Kuchen mit. Aglaia Szyszkowitz und Michael Lesch sind in der Folge „Ausgebrannt“ als Ärztin bzw. Klinikchef zu sehen.
Im Weihnachtsspecial Eine schöne Bescherung spielen Sebastian Winkler und Jörg Gennun zwei Polizisten aus der Großstadt in neuer blauer Polizeiuniform.
Nur in Folge 100 trugen einige der Hauptdarsteller bereits eine blaue Polizeiuniform.
In der Folge Der Erlkönig spielte Tamo Tramitz, der Sohn von Christian Tramitz, einen Reporter der Schülerzeitung. In der Folge Die Japaner kommen spielte Michael A. Grimm (bekannt aus Die Rosenheim-Cops) den Bürgermeister von Wolfratshausen und in der Folge Das verräterische Herz den Leiter einer Selbsthilfegruppe für Übergewichtige. In der Folge Der Tod des Sokrates spielte Lilly Krug, die Tochter von Veronica Ferres, in der Rolle der Janina Schulz, die Freundin des Mordopfers und Oliver Stritzel spielte den Kollegen Prof. Reinfried Gluck des Mordopfers. Monika Baumgartner spielte die Großtante Maria von Polizeimeister Martin Riedl und Veronika von Quast spielte die Seniorenheim-Bewohnerin Elisabeth Richrat in der Folge Zu späte Einsicht. Außerdem spielte Quast in der Folge Puzzlespiele die Rolle der Frau Fleischer. In der Folge Die Kinder der fünf Seen spielte die Schweizer Schauspielerin Pia Hänggi die Rolle der Eva Riedl, die Mutter von Martin Riedl.
In der Folge Die Kunst des Einbrechens spielte Alexander Wesselsky den Galeristen Hartmut Weber. Außerdem spielte Christopher Seiler von der Band Seiler und Speer den Autolackierer und Künstler A. Kucha. Auch Michaela May wirkte in dieser Episode als Frau Freese mit.

## Auszeichnungen
- 2013: Nominierung für den Deutschen Fernsehpreis als Beste Serie.
- 2018: Romy für Christian Tramitz und Helmfried von Lüttichau (Kategorie beliebteste Seriendarsteller)